# Campionati oceaniani di canoa slalom 2024
I Campionati oceaniani di canoa slalom 2024 sono stati la 9ª edizione della competizione continentale. Si sono svolti a Penrith, in Australia, dal 26 al 28 gennaio 2024. 

## Podi

### Uomini
| Evento    | Oro           | Punti  | Argento          | Punti  | Bronzo           | Punti  |
| Canoa C-1 | Lukáš Rohan   | 102.75 | Brodie Crawford  | +0.82" | Adam Burgess     | +2.16" |
| Kayak K-1 | Jiří Prskavec | 92.66  | Anatole Delassus | +0.18" | Mathieu Biazizzo | +4.37" |

### Donne
| Evento    | Oro         | Punti  | Argento           | Punti  | Bronzo        | Punti  |
| Canoa C-1 | Jessica Fox | 106.48 | Gabriela Satková  | +9.08" | Evy Leibfarth | +9.87" |
| Kayak K-1 | Jessica Fox | 89.90  | Klaudia Zwolińska | +4.63" | Naomi Fox     | +6.02" |